# Gemeentelijk district
Een gemeentelijk district (Russisch: муниципальный район, moenitsipalny rajon) is sinds 1 januari 2006 een gemeentelijke vorm in Rusland, waaronder verschillende gorodskoje en selskoje poselenieja en soms ook buitengebied vallen. Gemeentelijke districten staan onder jurisdictie van het deelgebied waarvan ze deel uitmaken. Vaak is de grootste stad of nederzetting met stedelijk karakter binnen een dergelijk district het bestuurlijk centrum, maar niet altijd. Ook kunnen soms grote steden binnen een gemeentelijk district liggen, die er geen deel van uitmaken, zoals bij bijvoorbeeld het district Poerovski van het autonome district Jamalië.
Het gemeentelijk district werd ingesteld bij de aanname van een federale wet op 6 oktober 2003 (№ 131-ФЗ «Об общих принципах организации местного самоуправления в Российской Федерации»). Deze wet verving de rajons (districten), die waren ingesteld bij de bestuurlijke hervormingen in de Sovjet-Unie. Sommige voormalige bestuurlijke centra van deze rajons wilden echter niet langer bij hun voormalige rajon blijven, wat ertoe leidde dat er gemeentelijke districten ontstonden die uit te weinig mensen bestonden en daardoor te weinig gemeentelijke belastingen binnenhaalden, wat weer leidde tot tekorten in de gemeentelijke budgetten.

## Verantwoordelijkheden
In artikel 15 van de wet van 2003 worden de verantwoordelijkheden van het gemeentelijk district beschreven. Hiertoe behoren in de eerste plaats de organisatie van medische zorg en onderwijs binnen het district, het verzorgen van communicatielijnen tussen de plaatsen, het beheer van de archieven, bibliotheken en de realisatie van de functies voogdij en curatorschap. Daarnaast zijn de gemeentelijke districten verantwoordelijk voor de aanleg en het onderhoud van autowegen, onderhoud aan transportmaterieel en het ophalen en verwerken van huishoudelijk en industrieel afval. De gemeentelijke militieja (Russische politie) is verder verantwoordelijk voor het handhaven van de openbare orde.
Meestal regelt het bestuur van het gemeentelijk district de budgetten van het hele gebied, inclusief dat van de plaatsen erbinnen. De selskoje poselenieje erbinnen hebben geen eigen budgetten, maar geven alleen schattingen van de verwachte uitgaven.